# ۲۹ جمادی‌الثانی
۲۹ جمادی‌الثانی، بیست و نهمین روز از ماه جمادی‌الثانی در تقویم هجری قمری است.
در تقویم هجری قمری قراردادی این روز صد و هفتاد و هفتمین روز سال است.

## درگذشتگان
- ۶۶۰- ابن العدیم